# Genocídio circassiano
O Genocídio Circassiano foi um massacre étnico que aconteceu em 21 de maio de 1864, completou 150 anos em 2014. De acordo com o Instituto Cultural Circassiano, de 1 milhão a 1,5 milhão de circassianos foram mortos e outro milhão foi deportado. A diáspora circassiana é a maior do mundo, com 86% de toda a população vivendo no exílio, em vários países. O território original da Circassia foi dividido em três partes (Carachai-Circássia, República Adigueia e Cabardino-Balcária).
Apesar de ser considerado o primeiro genocídio da Idade contemporânea, por ter acontecido na segunda metade do século XIX, só recebeu reconhecimento formal de um único governo em todo o mundo até hoje; o governo da Geórgia.
O evento foi resultado da Guerra Russo-Circassiana e ocorreu em Sochi, local escolhido para as Olimpíadas de Inverno de 2014, na Rússia; provocando vários protestos ao redor do mundo contra o evento esportivo.
2014 não só é o aniversário de 150 anos do Genocídio Circassiano, como também a véspera do centenário do Genocídio armênio/ Genocídio assírio/ Genocídio grego que ocorreu em 1915 no Império Otomano.
Sendo a Rússia e a Turquia, inimigos históricos, os supostos aliados de um país são as vítimas do outro país. Assírios e armênios massacrados pelos turcos buscaram refúgio na Rússia; enquanto muçulmanos do Cáucaso (sobretudo Chechenos e circassianos) constituíram uma vasta comunidade na Turquia.
Em 2014, comunidades de armênios e circassianos nos Estados Unidos deixaram essas diferenças de lado e se comprometeram a trabalhar juntos pelo reconhecimento de ambos genocídios.
Outra interessante coincidência que entrelaça os circassianos a outro povo é o aniversário de 700 da independência escocesa que ocorreu na época de William Wallace, em 1314, depois da vitória na Batalha de Bannockburn; celebrado com um referendo pela independência da Escócia.
A ligação entre os dois países vai além da bandeira circassiana ter sido desenvolvida por um diplomata escocês, e envolve algumas semelhanças culturais, inclusive de danças como a dança escocesa curiosamente chamada de círculo circassiano.

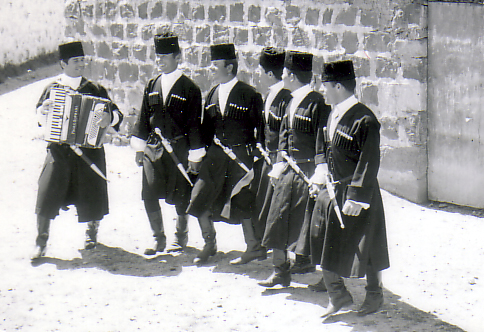
Dança circassiana

Um trecho traduzido da segunda página do único livro inteiramente dedicado a essa tragédia: O oficial russo Ivan
Drozdov descreveu a cena ao redor de Sochi enquanto os russos estavam
celebrando: “Na estrada nossos olhos encontraram uma imagem
atordoante: corpos de mulheres, crianças e idosos, esquartejados e parcialmente devorados por cães. Deportados abatidos por fome e doenças, quase fracos demais para movimentar as pernas, colapsando de exaustão e se tornando presas para cães enquanto ainda vivos.”
Em 1869 Qbaada foi estabelecida por imigrantes russos e renomeada Krasnaya Polyana (Campina Vermelha), uma referência a todo o sangue derramado no campo durante a batalha final.
Outra cena grotesca é descrita no livro do historiador galês Oliver Bullough Let Our Fame Be Great: Journeys Among the Defiant People of the Caucasus e outros jornalistas: cabeças de circassianos derrotados na guerra sendo coletadas como troféus.<

## A Circássia e o Povo Circassiano
Walter Richmond especulou em seu livro The Circassian Genocide que os circassianos sejam descendentes dos hatitas, que habitaram uma área próxima (Anatólia, atual Turquia) e falavam uma língua com semelhanças em relação às línguas caucasianas da costa Noroeste (Circássia e Abcázia).
No século XIII o Norte do Cáucaso, inclusive a Circássia, sofreu ataques e invasões do Império Mongol. Um fato que muitos ignoram é o passado cristão dos circassianos. Estes teriam se convertido ao islamismo apenas na época da guerra e consequente genocídio. Provavelmente por influência disso, circassianos tendem a ser bem mais tolerantes e brandos em relação aos dogmas do islã; algo que poderia ser comparado ao povo libanês.
Antes do cristianismo, havia os mitos próprios dos povos do Cáucaso. Um grande corpus de mitos, as Sagas Narth, entesoura tradições e crenças extremamente antigas, com muitos paralelos com os contos da Índia Védica, a Escandinávia pagã e a Antiga Grécia.
Os mamelucos do Oriente Médio eram essencialmente georgianos e circassianos, embora alguns tivessem outras origens.
Apesar de ter sido a nação nobre do Cáucaso, exercendo influência sobre os outros países, em determinadas épocas as pessoas vendiam os filhos como escravos como único meio de manter a autonomia financeira. Isso originou tanto os mamelucos quanto as concubinas dos haréns.
Isso também é, parcialmente, a razão do termo “caucasiano” ter sido usado como sinônimo de etnicamente branco. Quando a Circássia era conhecida e enaltecida pelos países do Ocidente, os circassianos foram considerados um ideal de beleza.
A língua circassiana está ameaçada, com aproximadamente 1,5 milhão de falantes. De acordo com os 4 níveis de risco da Unesco, a língua circassiana se encontra no primeiro nível (vulnerável): A maioria das crianças fala a língua, mas apenas em poucos locais (em casa). Se a estimativa de que existem 3,7 milhões de circassianos no total, ao redor do mundo, estiver correta, menos da metade da população circassiana domina a língua; a maior parte dos que são fluentes são os que permaneceram na pátria.
O circassiano se destaca por ser uma língua ergativa, pelo complexo sistema fonético e sua formação de palavras.

Carachai-Circássia

A família de línguas do Noroeste caucasiano divide-se desta maneira: Ubykh, circassiano, abcás-abaza.
Circassiano - Leste: besleney e cabardiano. Oeste - natukhay, shapsegh, hakuchi, bzhedukh, chemgwi, hatukhay, yegerukay.
Abcás-abaza - abaza (tapanta).

Cabardino-Balcária.

Abcás - bzyb (gudaut), sadzwa, abhzwi, samurzakan, ashkarwa (abaza).
O alfabeto circassiano foi desenvolvido por volta de 1918. Antes disso ninguém (com exceção de escrivães e clérigos) fazia uso da escrita. Poucos livros sobre o Norte do Cáucaso e sobre a Circássia foram escritos em inglês ou traduzidos para o inglês, com exceção de livros sobre as guerras na Chechênia.
Depois do genocídio aconteceram a deportação e consequente diáspora, e a fragmentação do território nacional. Hoje a diáspora circassiana é a maior do mundo, com 86% de todos circassianos vivendo fora da terra de origem de suas famílias.
Os países com comunidades significativas são: Estados Unidos, Turquia, Egito, Israel, Palestina, Jordânia, Líbia, Síria, Iraque e Albânia (perto da fronteira com Kosovo, por terem fugido do conflito).
A Circássia hoje se encontra lamentavelmente dividida em 3 partes: República Adigueia (que usa a bandeira nacional da Circássia), Cabardino-Balcária e Caracai-Circássia. Os nomes compostos denotam a diluição da população circassiana feita pelo governo russo, favorecendo outras etnias; sejam os povos túrquicos Carachais, bálcaros ou os próprios russos. Apenas no estado Cabardino-Balcária os circassianos são a maioria.
Recentemente dois eventos foram um gatilho para a retomada do ímpeto nacionalista circassiano: A Guerra Civil na Síria e os Jogos Olímpicos de Inverno de 2014, na antiga capital circassiana Sochi.
No primeiro caso uma parte da população circassiana se envolveu no conflito e a necessidade de repatriação se tornou emergencial, sendo sensível, mais do que nunca, o direito de retorno a pátria ser negado.
No segundo caso houve uma indignação e revolta generalizada pela diáspora circassiana contra os jogos no exato local do genocídio, depois de 150, sem qualquer menção por parte dos russos ao povo circassiano e ao fato ocorrido. circassianos compararam Sochi a Auschwitz, sendo um local de luto onde, de maneira alguma, deveriam ocorrer jogos olímpicos.